# Flórina
Pour le cultivar de pommier, voir Florina.
Flórina (grec Φλώρινα, aroumain Florina soit « la fleurie », macédonien Lérin, grec médiéval Χλέρηνων - Chlérinon, plus rarement Fienne en français) est une ville de Macédoine-Occidentale, au nord de la Grèce.
Elle se situe dans la partie centrale du district régional de Flórina dont elle est la capitale.

## Géographie

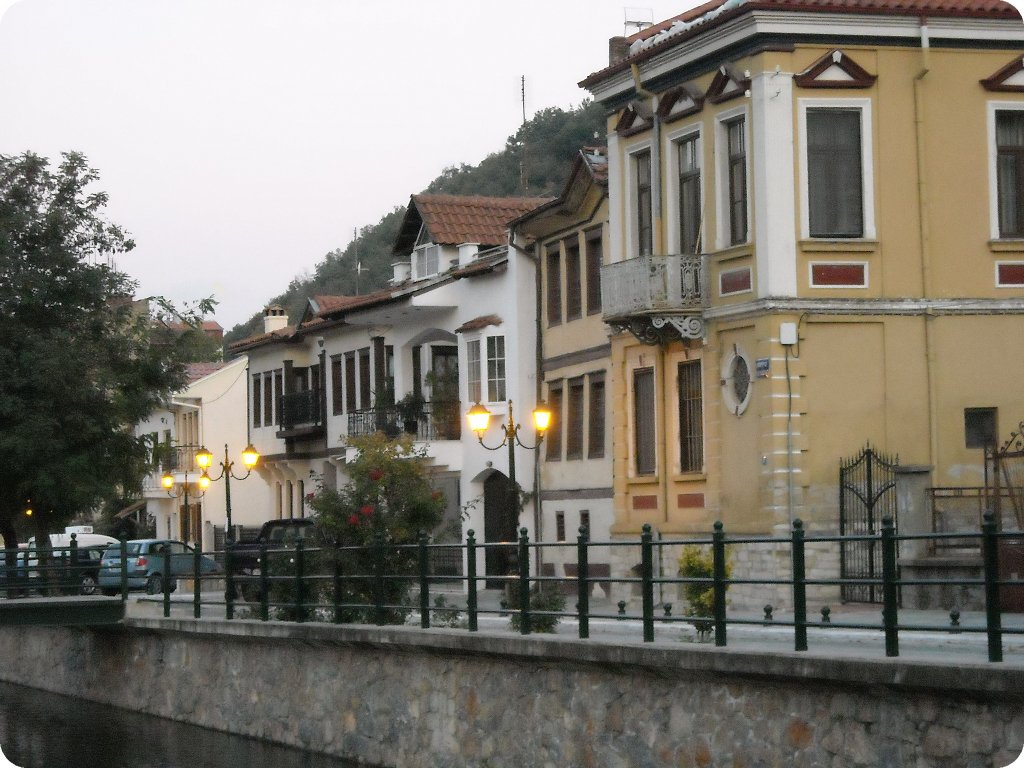
Maisons classiques sur les rives de la Sacoulève.

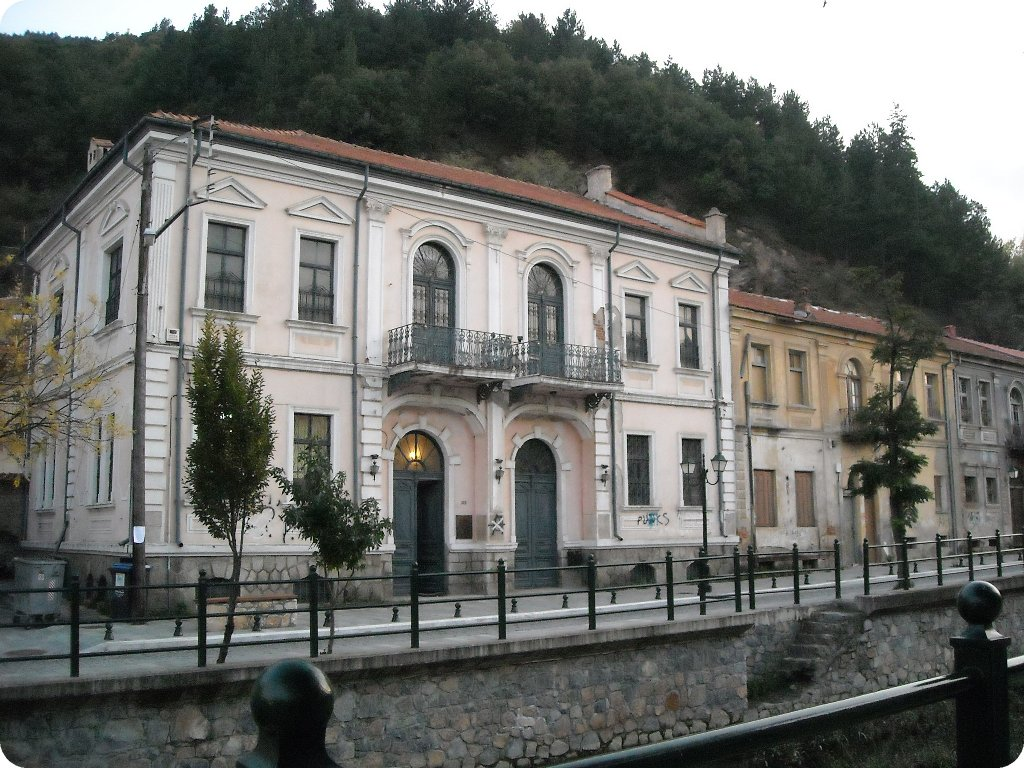
Autre aspect des rives de la Sacoulève.

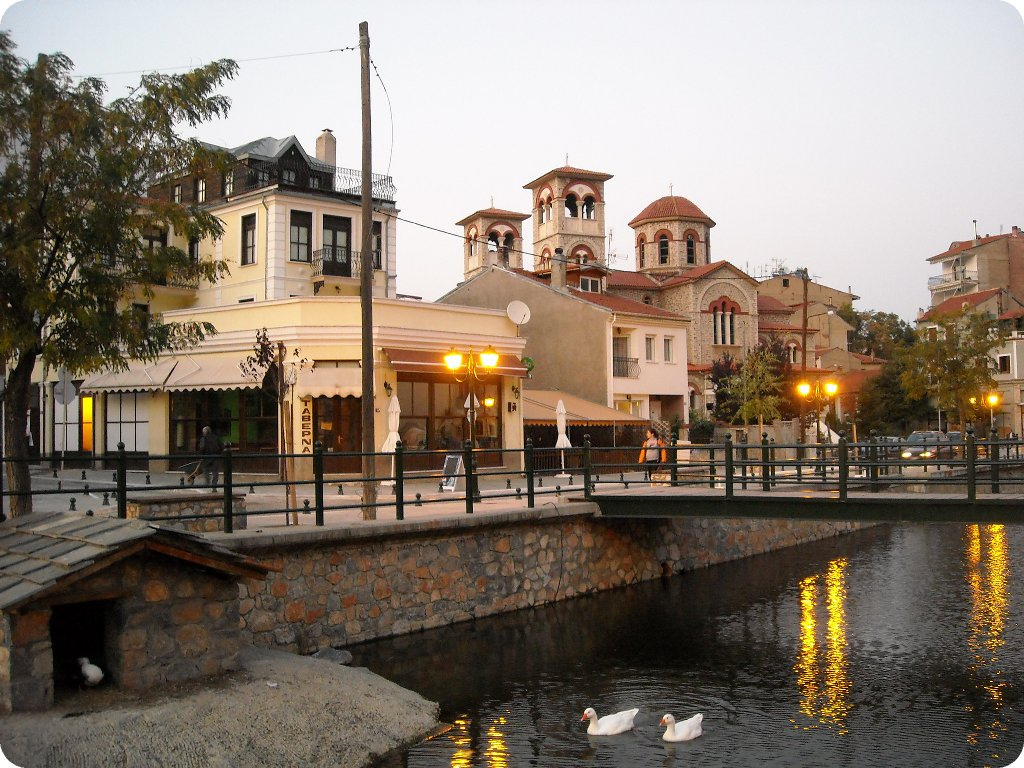
La basilique de Florina.

Elle se situe sur la rivière Sacoulève, dans une vallée boisée à environ 13 kilomètres au sud de la frontière avec la Macédoine du Nord. Elle est située à l'est de Korçë (ou Koritsa, Albanie) et du lac Prespa, au sud de Bitola (Macédoine du Nord), à l'ouest de Thessalonique (Macédoine centrale) et d'Édesse, au nord-ouest de Larissa, de Kozani, nord-est d'Ioannina (ou Janina, Épire) et de Kastoria.
Les montagnes du Vermion (2 052 m) s'étendent au sud-ouest et celles du Varnous au nord-ouest.
Sur son territoire sont situées deux centrales thermiques utilisant la production d’une des plus vastes mines de lignite d'Europe : environ 49 millions de tonnes sont extraites par an sur le site de Ptolemaïs-Flórina.
La population de la ville était estimée à environ 12 622 personnes en 1991 et comptait 14 300 habitants en 2003.

## Transports
Flórina est reliée par le rail (192 km) à Thessalonique (ligne à voie étroite desservant Kozani et Véria).
Flórina est traversée par les routes route nationale 2 (E86) (lac Prespa - Edessa) et la route nationale 3 (E65) (Kozani - Florina - Niki (poste frontière) - Bitola).

## Histoire

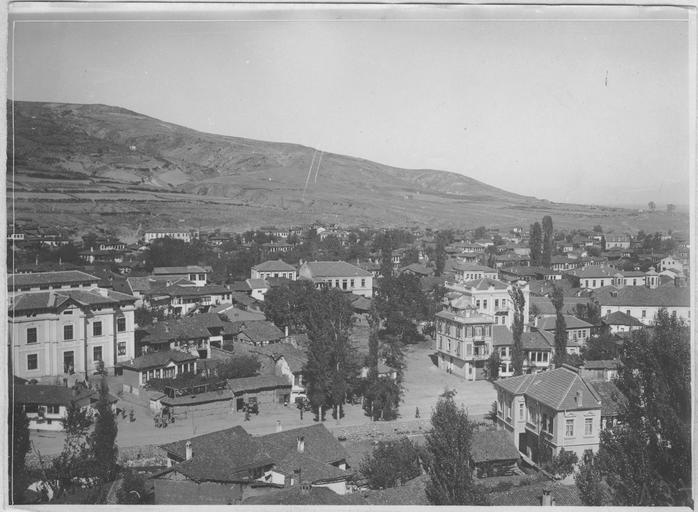
Flórina en 1916

Les traces d’habitations remontent au IVe siècle avant notre ère et sont exposées au musée archéologique de Flórina. La cité est mentionnée pour la première fois en 1334 lorsque Étienne Douchan établit Sphrantzès Paléologue comme commandant de la forteresse de Chlérenon. En 1385 elle passe sous domination ottomane et compte 243 maisons en 1481. À la suite de la Première Guerre balkanique elle devient grecque en 1912. Elle fut en 1916 l’une des bases de l’Armée française d'Orient. L’arrivée du train en 1920 accéléra son développement. Selon les dispositions du traité de Lausanne de 1923 imposant des échanges de populations, les musulmans de la ville doivent la quitter, et sont remplacés par des Micrasiates (Grecs de Turquie) : le nombre de Grecs dépasse alors celui des Macédoniens slaves et des Valaques qui, de leur côté, s’expatrient vers la Yougoslavie ou vers la Roumanie et sont remplacés par des Grecs venus de ces pays.
Pendant l’Occupation, Flórina est occupée en 1941 par la Wehrmacht. En 1943, tous les membres de la communauté juive, environ 400 personnes, sont déportés à Auschwitz. Fin 1944, la résistance grecque libère la ville qui, pendant la guerre civile grecque, devient une base de l’ELAS, le mouvement communiste, jusqu’en 1949. Les violences n’ont épargné aucune famille, qu’il s’agisse de celles de Grecs résistants, de Romaniotes déportés par les nazis, de Grecs jugés « collaborateurs » par l'ELAS et exécutés lors de l’épuration, ou encore de Grecs communistes après la guerre civile. Exsangue, Flórina, loin des circuits touristiques, met des décennies à se relever, et à peine accède-t-elle enfin à la prospérité, que la crise financière des années 2010 frappe la région.

## Personnalités liées à la ville
- Elpída Karamandí, résistante.
- Ángelos Liásos (2000-), footballeur né à Flórina